# جورج مكاريدي
جورج مكاريدي (بالإنجليزية: George Macready)‏ هو ممثل أمريكي، ولد في 29 أغسطس 1899 بنيويورك في الولايات المتحدة، وتوفي في 2 يوليو 1973 بلوس أنجلوس في الولايات المتحدة بسبب نفاخ رئوي.

## أعمال

### أفلام
- (1951) قصة محقق
- (1953) يوليوس قيصر[3][4]
- (1957) دروب المجد
- (1965) السباق العظيم
- (1970) تورا! تورا! تورا!

## وصلات خارجية
- جورج مكاريدي على موقع IMDb (الإنجليزية)
- جورج مكاريدي على موقع الموسوعة البريطانية (الإنجليزية)
- جورج مكاريدي على موقع ألو سيني (الفرنسية)
- جورج مكاريدي على موقع أول موفي (الإنجليزية)
- جورج مكاريدي على موقع قاعدة بيانات برودواي على الإنترنت (الإنجليزية)
- جورج مكاريدي على موقع قاعدة بيانات الأفلام السويدية (السويدية)
- جورج مكاريدي على موقع إن إن دي بي (الإنجليزية)
- جورج مكاريدي على موقع قاعدة بيانات الفيلم (الإنجليزية)
- جورج مكاريدي على موقع كينوبويسك (الروسية)